# Anna Chiappe
Anna Chiappe (Lucca, 26 de julio de 1898 - Lima, 16 de junio de 1990) fue una ciudadana italiana radicada en el Perú. Se le reconoce ser la impulsora de las obras de su esposo, José Carlos Mariátegui. Fungió también de Directora de la Librería Minerva de Barranco y Regidora de la Municipalidad de Barranco, en Lima. 
Fue honrada con la  Orden El Sol del Perú en el Grado de Oficial en 1975 y la Medalla Cívica de la Ciudad de Lima en 1986.

## Biografía
Hija de Iacopa Iacomini (o Giacomini) y Domenico Chiappe, un comerciante de café que viajaba con frecuencia al Brasil. En Lucca, su tierra natal, pasó sus primeros años y cursó estudios elementales, que continuaron en Siena, de donde pasó a Florencia para los estudios de liceo. Tuvo una instrucción esmerada y frecuentó tempranamente a los clásicos italianos, como los cantos de la Divina Comedia. 
Perdió a su madre a los 12 años y a su padre a los 16, quedó desde entonces al cuidado de un tío paterno. Anna se unió en matrimonio con el Amauta José Carlos Mariátegui. Vivieron en Roma donde nació su primer hijo, Sandro Mariátegui Chiappe, en Via della Scrofa 10, donde hoy se erige una placa en su honor.

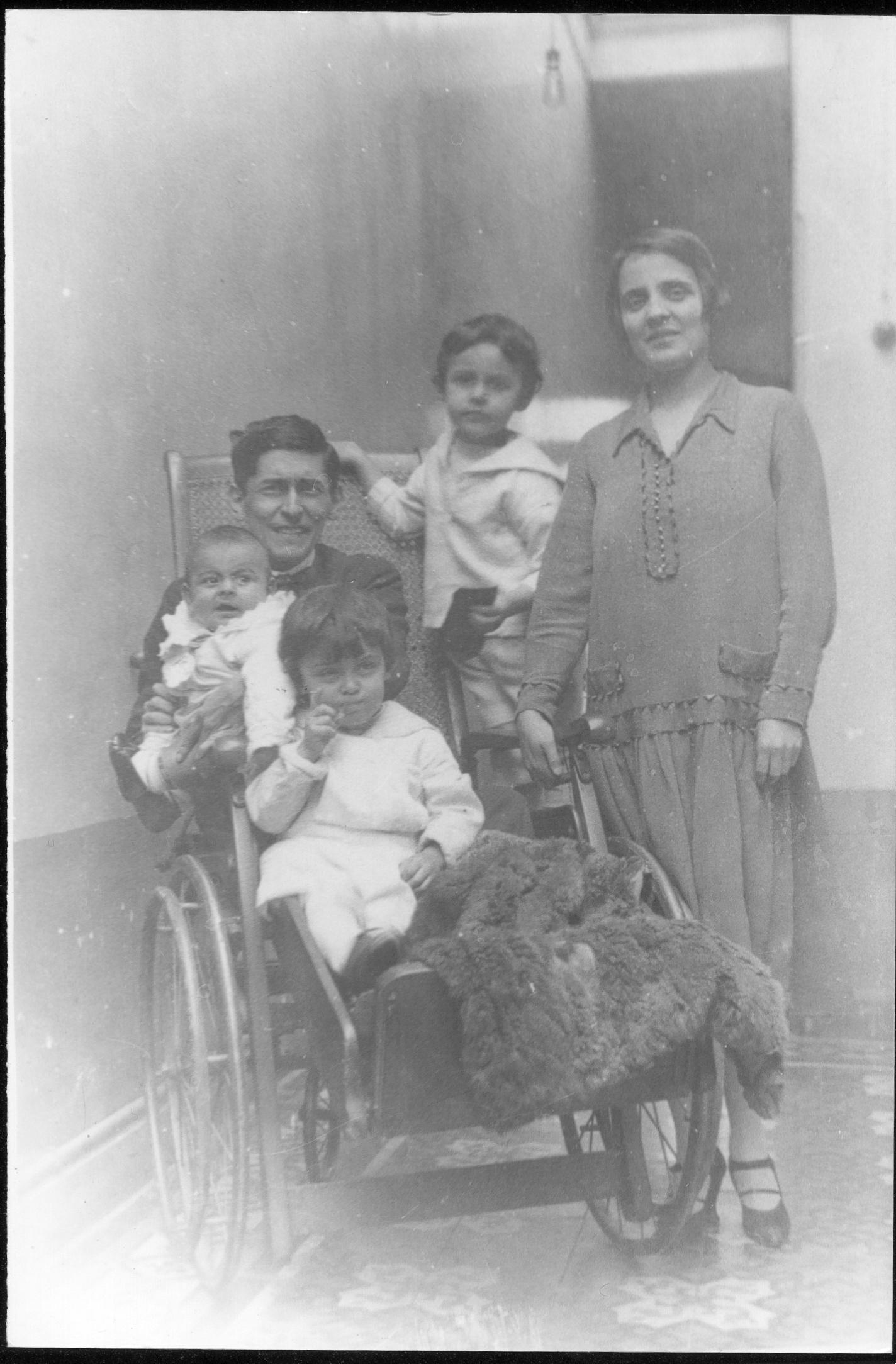
Anna Chiappe y su familia en la Casa de Washington, hoy Casa Museo José Carlos Mariátegui.

El 11 de febrero de 1923 la familia se embarcó rumbo a Perú, desde el puerto de Amberes, Bélgica, en el barco de vapor «Negada», llegaron al puerto del Callao el 17 de marzo de 1923. De no ser por los cuidados y, sobre todo, por la decisión de Anna, José Carlos no habría sobrevivido a la crisis de 1924 en donde perdió la pierna derecha. Después de una temporada en «Leuro», zona de Miraflores algo distante del mar, la familia se instaló en la Casa de Washington en Lima, a mediados de 1925. Es conocido el poema que le dedicó José Carlos, titulado La vida que me diste.
Cuando Mariátegui falleció, en abril de 1930, Anna Chiappe se impuso tres tareas esenciales: primero, la subsistencia en adecuado nivel de vida (salud, alimentación, educación, vivienda) de sus cuatro hijos; segundo, el mantenimiento del recuerdo, ideario, y la figura del Amauta; y tercero, la conservación de sus escritos y archivos y su posterior difusión. Todo su proyecto personal quedó relegado al cumplimiento de estas metas. Durante dichos años dirigió la Librería Minerva de Barranco, que luego pasó a Miraflores. Fue también regidora de la Municipalidad de Barranco, cargo que ocupó en 1945 por ofrecimiento del municipio, ya que en esa época las mujeres no tenían derecho al voto ni podían ser elegidas para cargos políticos. En 1957 se publicó por primera vez la serie popular de los 7 Ensayos que llegó a los 50,000 ejemplares. 
Fue impulsora del legado de su esposo, José Carlos Mariátegui, uno de los principales estudiosos del socialismo en América Latina. Se la compara con otras mujeres que dedicaron buena parte de su vida a la difusión de la obra de sus esposos, como Ada Gobetti (1902–1968), viuda de Piero Gobetti. 
Como reconocimiento a su labor como impulsora de la obra de Mariátegui, en 1975 se le otorgó la condecoración Orden "El Sol del Perú" en el Grado de Oficial en una ceremonia realizada en el Palacio de Torre Tagle. En ese entonces era ministro de Relaciones Exteriores del Gobierno Revolucionario, Miguel Ángel de la Flor. El 26 de julio de 1986 recibió de manos del alcalde de Lima, Alfonso Barrantes Lingan, la Medalla Cívica de la Ciudad de Lima, en su octogésimo-quinto aniversario, en su casa de Miraflores.
Anna Chiappe falleció el 16 de junio de 1990, tras sobrevivir 60 años a su esposo, sus restos descansan, junto a los de sus hijos Sandro y Javier, a lado de los de él en el Cementerio Presbítero Matías Maestro de Lima.
En el Archivo de José Carlos Mariátegui se recopilan muchas de sus imágenes.